# Fridhemsgatan, Stockholm

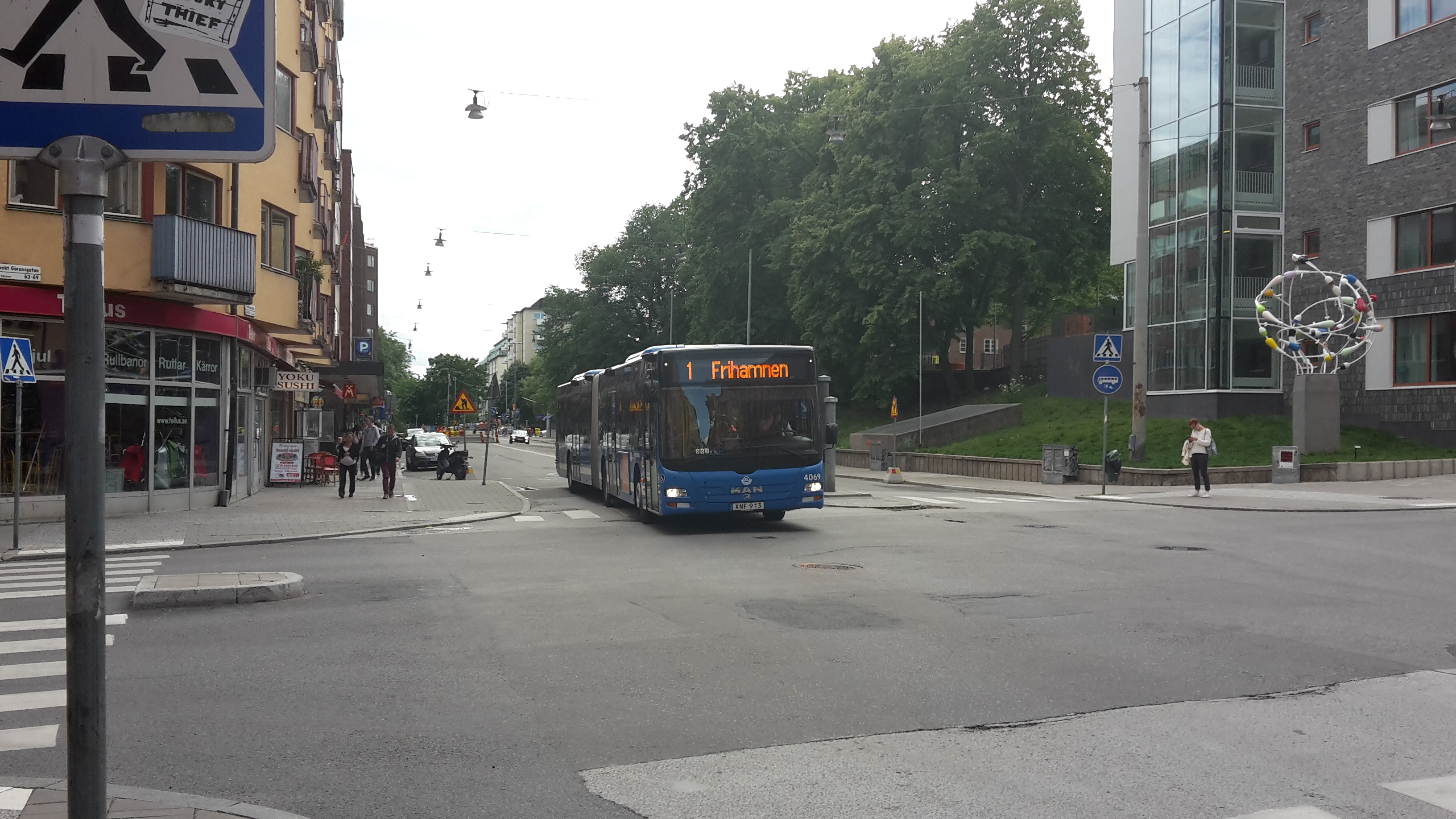
Korsningen med Sankt Göransgatan, vy från norr. Till höger finns Kungsholmens Grundskola med Sirous Namazis konstverk Laborate.

Fridhemsgatan  är en gata på Kungsholmen i centrala Stockholm. Gatan sträcker sig tvärs över ön, från Norr Mälarstrand i söder, via Fridhemsplan till Kungsholmsstrand i norr. Trappor leder ner till Kungsholmsstrand.
Fridhemsgatans södra del utgör gräns mellan stadsdelarna Kungsholmen i öster och Marieberg i väster. Här, på Mariebergssidan, ligger också det byggnadsminnesmärkta Posthuset. På Fridhemsgatan 17-19 återfinns Sverigefinska skolan i Stockholm.
Gatan fick sitt namn 1880. Namnet tycks vara ett fantasinamn, det finns inga belägg för något tidigare Fridhem som kunnat inspirera namngivningen. 1935 fick Fridhemsgatan dela med sig av sitt namn då platsen för Kungsholms Nya Tull döptes till Fridhemsplan.